# Torneig Joan Gamper
El Torneig Joan Gamper és un torneig amistós de futbol, organitzat anualment pel FC Barcelona al seu estadi Camp Nou, creat el 1966.
Instituït sota la junta presidida per Enric Llaudet, el torneig es disputa normalment durant el mes d'agost i serveix com a preparació de l'equip de cara a l'inici de les competicions oficials i com a presentació oficial dels jugadors davant de l'afició blaugrana. El torneig va batejar-se amb el nom del fundador del club, Joan Gamper i la copa, feta d'or de llei, fou dissenyada per la joieria Domènech-Soler Cabot. Fins a la temporada 1996-97 va disputar-se en format quadrangular (semifinals i finals) en dues jornades consecutives, i a partir de la temporada següent només a partit únic, principalment degut al calendari esportiu internacional i la saturació de partits estiuencs.
Per la competició han desfilat bona part dels millors equips d'Europa i Amèrica del Sud. El dominador de la competició és el FC Barcelona amb quaranta-set triomfs i els equips amb més participacions, a banda del club català, són el PSV Eindhoven i el Boca Juniors, amb sis presències tots dos.

## Historial
| En negreta = Equip guanyador (1) = Nombre de títols (prò.) = Pròrroga / Gol d'or (p.) = Penals Nota: Noms dels equips segons l'època |

| Edició               | Any                  | Campió                  | Resultat             | Finalista                | Tercer               | Resultat             | Quart                |
| Sistema quadrangular | Sistema quadrangular | Sistema quadrangular    | Sistema quadrangular | Sistema quadrangular     | Sistema quadrangular | Sistema quadrangular | Sistema quadrangular |
| -------------------- | -------------------- | ----------------------- | -------------------- | ------------------------ | -------------------- | -------------------- | -------------------- |
| I                    | 1966                 | FC Barcelona (1)        | 3–1                  | Colònia                  | RSC Anderlecht       | 7–0                  | FC Nantes            |
| II                   | 1967                 | FC Barcelona (2)        | 2–1                  | Atlètic de Madrid        | Boca Juniors         | 1–0                  | FC Bayern de Múnic   |
| III                  | 1968                 | FC Barcelona (3)        | 5–4                  | Flamengo                 | Athletic Club        | 3–1                  | Werder Bremen        |
| IV                   | 1969                 | FC Barcelona (4)        | 2–1                  | Reial Saragossa          | Slovan Bratislava    | 2–1                  | Estudiantes          |
| V                    | 1970                 | Újpest FC (1)           | 3–1                  | Dinamo de Moscou         | FC Barcelona         | 1–0                  | Schalke 04           |
| VI                   | 1971                 | FC Barcelona (5)        | 1–0                  | Chacarita Juniors        | Budapest Honvéd      | 2–0                  | Bayern München       |
| VII                  | 1972                 | Borussia M'gladbach (1) | 3–2                  | CSKA Sofia               | FC Barcelona         | 0–0 (p.)             | Vasco da Gama        |
| VIII                 | 1973                 | FC Barcelona (6)        | 3–2                  | Borussia M'gladbach      | San Lorenzo          | 1–1 (p.)             | Municipal Lima       |
| IX                   | 1974                 | FC Barcelona (7)        | 4–1                  | Rangers                  | Athletic Club        | 1–0                  | AFC Ajax             |
| X                    | 1975                 | FC Barcelona (8)        | 2–1                  | Feyenoord                | Spartak Trnava       | 1–1 (p.)             | Újpest FC            |
| XI                   | 1976                 | FC Barcelona (9)        | 2–0                  | Eintracht Frankfurt      | Sparta Prague        | 1–1 (p.)             | CSKA Moscou          |
| XII                  | 1977                 | FC Barcelona (10)       | 4–1                  | Schalke 04               | Boca Juniors         | 2–1                  | Slovan Bratislava    |
| XIII                 | 1978                 | Colònia (1)             | 5–0                  | Rapid Vienna             | FC Barcelona         | 3–2                  | Botafogo             |
| XIV                  | 1979                 | FC Barcelona (11)       | 3–2                  | Colònia                  | RSC Anderlecht       | 2–2 (p.)             | FC Zürich            |
| XV                   | 1980                 | FC Barcelona (12)       | 2–1                  | Vasco da Gama            | River Plate          | 0–0 (p.)             | PSV Eindhoven        |
| XVI                  | 1981                 | Colònia (2)             | 4–0                  | FC Barcelona             | Vasco da Gama        | 2–1                  | Ipswich Town FC      |
| XVII                 | 1982                 | Internacional (1)       | 3–1                  | Manchester City FC       | FC Barcelona         | 1–1 (p.)             | Colònia              |
| XVIII                | 1983                 | FC Barcelona (13)       | 2–1                  | Borussia Dortmund        | RSC Anderlecht       | 4–2                  | Nottingham Forest    |
| XIX                  | 1984                 | FC Barcelona (14)       | 3–1                  | FC Bayern de Múnic       | Boca Juniors         | 3–1                  | Aston Villa FC       |
| XX                   | 1985                 | FC Barcelona (15)       | 3–1                  | Hamburg                  | AFC Ajax             | 4–2                  | Rapid Vienna         |
| XXI                  | 1986                 | FC Barcelona (16)       | 1–0                  | PSV Eindhoven            | Tottenham Hotspur FC | 2–1                  | AC Milan             |
| XXII                 | 1987                 | FC Porto (1)            | 2–0                  | FC Bayern de Múnic       | FC Barcelona         | 3–2                  | AFC Ajax             |
| XXIII                | 1988                 | FC Barcelona (17)       | 3–1                  | Steaua Bucarest          | Peñarol              | 3–3 (p.)             | PSV Eindhoven        |
| XXIV                 | 1989                 | KV Mechelen (1)         | 2–0                  | Sochaux                  | FC Barcelona         | 1–0                  | Internacional        |
| XXV                  | 1990                 | FC Barcelona (18)       | 3–1                  | RSC Anderlecht           | PSV Eindhoven        | 2–1                  | Spartak de Moscou    |
| XXVI                 | 1991                 | FC Barcelona (19)       | 3–0                  | O. de Marsella           | Internacional        | 2–0                  | Rapid Vienna         |
| XXVII                | 1992                 | FC Barcelona (20)       | 2–0                  | Feyenoord                | Bruges               | 3–3 (p.)             | CSKA Sofia           |
| XXVIII               | 1993                 | CD Tenerife (1)         | 3–1                  | FC Barcelona             | Girondins de Bordeus | 2–0                  | Hajduk Split         |
| XXIX                 | 1994                 | València CF (1)         | 4–1                  | FC Barcelona             | PSV                  | 2–1                  | Brescia Calcio       |
| XXX                  | 1995                 | FC Barcelona (21)       | 5–1                  | San Lorenzo              | Feyenoord            | 3–2                  | CSKA Sofia           |
| XXXI                 | 1996                 | FC Barcelona (22)       | 2–1                  | Inter de Milà            | RSC Anderlecht       | 3–2                  | San Lorenzo          |
| Final a partit únic  |                      |                         |                      |                          |                      |                      |                      |
| XXXII                | 1997                 | FC Barcelona (23)       | 2–2 (p.)             | Sampdòria                |                      |                      |                      |
| XXXIII               | 1998                 | FC Barcelona (24)       | 2–2 (p.)             | Santos FC                |                      |                      |                      |
| XXXIV                | 1999                 | FC Barcelona (25)       | 2–1                  | Sporting CP              |                      |                      |                      |
| XXXV                 | 2000                 | FC Barcelona (26)       | 2–1                  | PSV Eindhoven            |                      |                      |                      |
| XXXVI                | 2001                 | FC Barcelona (27)       | 3–2                  | Parma FC                 |                      |                      |                      |
| XXXVII               | 2002                 | FC Barcelona (28)       | 1–0                  | Estrella Roja de Belgrad |                      |                      |                      |
| XXXVIII              | 2003                 | FC Barcelona (29)       | 1–1 (p.)             | Boca Juniors             |                      |                      |                      |
| XXXIX                | 2004                 | FC Barcelona (30)       | 2–1                  | AC Milan                 |                      |                      |                      |
| XL                   | 2005                 | Juventus FC (1)         | 2–2 (p.)             | FC Barcelona             |                      |                      |                      |
| XLI                  | 2006                 | FC Barcelona (31)       | 4–0                  | FC Bayern de Múnic       |                      |                      |                      |
| XLII                 | 2007                 | FC Barcelona (32)       | 5–0                  | Inter de Milà            |                      |                      |                      |
| XLIII                | 2008                 | FC Barcelona (33)       | 2–1                  | Boca Juniors             |                      |                      |                      |
| XLIV                 | 2009                 | Manchester City FC (1)  | 1–0                  | FC Barcelona             |                      |                      |                      |
| XLV                  | 2010                 | FC Barcelona (34)       | 1–1 (p.)             | AC Milan                 |                      |                      |                      |
| XLVI                 | 2011                 | FC Barcelona (35)       | 5–0                  | SSC Napoli               |                      |                      |                      |
| XLVII                | 2012                 | UC Sampdoria (1)        | 1–0                  | FC Barcelona             |                      |                      |                      |
| XLVIII               | 2013                 | FC Barcelona (36)       | 8–0                  | Santos                   |                      |                      |                      |
| XLIX                 | 2014                 | FC Barcelona (37)       | 6–0                  | Club León                |                      |                      |                      |
| L                    | 2015                 | FC Barcelona (38)       | 3–0                  | AS Roma                  |                      |                      |                      |
| LI                   | 2016                 | FC Barcelona (39)       | 3–2                  | UC Sampdoria             |                      |                      |                      |
| LII                  | 2017                 | FC Barcelona (40)       | 5–0                  | Chapecoense              |                      |                      |                      |
| LIII                 | 2018                 | FC Barcelona (41)       | 3–0                  | Boca Juniors             |                      |                      |                      |
| LIV                  | 2019                 | FC Barcelona (42)       | 2–1                  | Arsenal FC               |                      |                      |                      |
| LV                   | 2020                 | FC Barcelona (43)       | 1–0                  | Elx CF                   |                      |                      |                      |
| LVI                  | 2021                 | FC Barcelona (44)       | 3–0                  | Juventus FC              |                      |                      |                      |
| LVII                 | 2022                 | FC Barcelona (45)       | 6-0                  | UNAM Pumas               |                      |                      |                      |
| LVIII                | 2023                 | FC Barcelona (46)       | 4-2                  | Tottenham Hotspur FC     |                      |                      |                      |
| LIX                  | 2024                 | Mònaco (1)              | 3-0                  | FC Barcelona             |                      |                      |                      |
| LX                   | 2025                 | FC Barcelona (47)       | 5-0                  | Como 1907                |                      |                      |                      |

## Palmarès
| Equip                         | Campió | Anys campió |
| ----------------------------- | ------ | --- |
| Futbol Club Barcelona         | 47     | 1966, 1967, 1968, 1969, 1971, 1973, 1974, 1975, 1976, 1977, 1979, 1980, 1983, 1984, 1985, 1986, 1988, 1990, 1991, 1992, 1995, 1996, 1997, 1998, 1999, 2000, 2001, 2002, 2003, 2004, 2006, 2007, 2008, 2010, 2011, 2013, 2014, 2015, 2016, 2017, 2018, 2019, 2020, 2021, 2022, 2023, 2025 |
| 1. Fußball-Club Köln          | 2      | 1978, 1981 |
| Újpest Football Club          | 1      | 1970 |
| Borussia Mönchengladbach      | 1      | 1972 |
| Sport Club Internacional      | 1      | 1982 |
| Futebol Clube do Porto        | 1      | 1987 |
| YR KV Mechelen                | 1      | 1989 |
| Club Deportivo Tenerife       | 1      | 1993 |
| València Club de Futbol       | 1      | 1994 |
| Juventus Football Club        | 1      | 2005 |
| Manchester City Football Club | 1      | 2009 |
| Unione Calcio Sampdoria       | 1      | 2012 |
| Association Sportive Monaco   | 1      | 2024 |

### Golejadors
| Posició | Jugador            | Club         | Gols |
| ------- | ------------------ | ------------ | ---- |
| 1       | Lionel Messi       | FC Barcelona | 9    |
| 2       | Juan Manuel Asensi | FC Barcelona | 7    |
| 2       | Txiki Begiristain  | FC Barcelona | 7    |
| 2       | Hristo Stoítxkov   | FC Barcelona | 7    |
| 3       | Josep Maria Fusté  | FC Barcelona | 6    |
| 3       | Marcial Pina       | FC Barcelona | 6    |

## Estadístiques
- Majors golejades:
  -  FC Barcelona 9-1  Boca Juniors el 1984.
  -  FC Barcelona 8-0  Santos el 2013.
  -  RSC Anderlecht 7-0  Nantes el 1966.
- Partits amb més gols:
  -  FC Barcelona 9-1  Boca Juniors el 1984 (10 gols).
  -  FC Barcelona 5-4  Athletic Club el 1968 (9 gols).
  -  FC Barcelona 8-0  Santos el 2013 (8 gols).

## Torneig Joan Gamper femení
L'agost del 2021 es va disputar, per primer cop, l'edició femenina del torneig, a l'estadi Johan Cruyff, abans del partit de la secció masculina. El Barcelona va golejar la Juventus per 6 gols a 0 davant de 3.000 espectadors.
| (1) = Nombre de títols En negreta = Equip guanyador (pro.) = Prórroga / Gol d'or (p.) = Penalti Nota: Noms dels equips segons l'època |

| Edició | Any  | Campió           | Resultat | Finalista       |
| ------ | ---- | ---------------- | -------- | --------------- |
| I      | 2021 | FC Barcelona (1) | 6-0      | Juventus FC     |
| II     | 2022 | FC Barcelona (2) | 6-0      | Montpellier HSC |
| III    | 2023 | FC Barcelona (3) | 5-0      | Juventus FC     |
| IV     | 2024 | FC Barcelona (4) | 2-0      | Milan AC        |

### Palmarès
| Equip                 | Campió | Anys campió            |
| --------------------- | ------ | ---------------------- |
| Futbol Club Barcelona | 4      | 2021, 2022, 2023, 2024 |

### Golejadores
| Posició | Jugadora               | Club         | Gols |
| ------- | ---------------------- | ------------ | ---- |
| 1       | Jennifer Hermoso       | FC Barcelona | 2    |
| 1       | Patri Guijarro         | FC Barcelona | 2    |
| 1       | Geyse Ferreira         | FC Barcelona | 2    |
| 1       | Bruna Vilamala         | FC Barcelona | 2    |
| 1       | Caroline Graham Hansen | FC Barcelona | 2    |
| 6       | Aitana Bonmatí         | FC Barcelona | 1    |
| 6       | Irene Paredes          | FC Barcelona | 1    |
| 6       | Fridolina Rolfö        | FC Barcelona | 1    |
| 6       | Ariana Arias           | FC Barcelona | 1    |
| 6       | Vicky López            | FC Barcelona | 1    |
| 6       | Mapi León              | FC Barcelona | 1    |
| 6       | Ewa Pajor              | FC Barcelona | 1    |
| 6       | Alèxia Putellas        | FC Barcelona | 1    |

- Majors golejades:
  -  FC Barcelona 6-0  Juventus FC el 2021.
  -  FC Barcelona 6-0  Montpellier HSC el 2022.
- Partits amb més gols:
  -  FC Barcelona 6-0  Juventus FC el 2021.
  -  FC Barcelona 6-0  Montpellier HSC el 2022.